# Waking the Fallen
Waking the Fallen – drugi studyjny album amerykańskiej grupy muzycznej Avenged Sevenfold. Album został wydany 26 sierpnia 2003 nakładem Hopeless Records. Jest to pierwsze nagranie zespołu z nowym basistą Johnnym Christem, który zastąpił Daemona Asha. 15 lipca 2009, album uzyskał status złotej płyty.
25 sierpnia 2014 wydana została reedycja albumu, Waking the Fallen:Ressurected.

## Lista utworów
1. "Waking the Fallen" – 1:42
2. "Unholy Confessions" – 4:43
3. "Chapter Four" – 5:42
4. "Remenissions" – 6:06
5. "Desecrate Through Reverance" – 5:38
6. "Eternal Rest" – 5:12
7. "Second Heartbeat" – 7:00
8. "Radiant Eclipse" – 6:09
9. "I Won't See You Tonight (Part 1)" – 8:58
10. "I Won't See You Tonight (Part 2)" – 4:44
11. "Clairvoyant Disease" – 4:59
12. "And All Things Will End" – 7:40

## Twórcy
Avenged Sevenfold
- M. Shadows — śpiew
- Synyster Gates — gitara prowadząca, wokal wspierający, pianino
- Zacky Vengeance — gitara rytmiczna, wokal wspierający
- Johnny Christ — gitara basowa, wokal wspierający
- The Rev — perkusja, instrumenty perkusyjne, wokal wspierający

Produkcja
- Andrew Murdock – producent
- Fred Archambault – współproducent
- Tom Baker – mastering
- Scott Gilman – programowanie, wstawki orkiestry

## Teledyski
- "Unholy Confessions" – 6 marca 2004

## Single
- Second Heartbeat – wyd. 2003
- Unholy Confessions – wyd. 2004